# Джеральд Вілкінс
Джеральд Бернард Вілкінс (англ. Gerald Bernard Wilkins, нар. 11 вересня 1963, Атланта, Джорджія, США) — американський професіональний баскетболіст, що грав на позиції атакувального захисника за декілька команд НБА. Молодший брат Домініка Вілкінса та батько Дем'єна Вілкінса.

## Ігрова кар'єра
Починав грати у баскетбол у команді старшої школи Бенджаміна Елайджи Мейса (Атланта, Джорджія). На університетському рівні грав за команду Чаттануга (1982–1985). 
1985 року був обраний у другому раунді драфту НБА під загальним 47-м номером командою «Нью-Йорк Нікс». Захищав кольори команди з Нью-Йорка протягом наступних 7 сезонів. Був ключовим гравцем команди кінця 80-х та її другим бомбардиром після Патріка Юінга.
З 1992 по 1994 рік грав у складі «Клівленд Кавальєрс».
1995 року перейшов до «Ванкувер Гріззліс», у складі якої провів наступний сезон своєї кар'єри.
Останньою ж командою в кар'єрі гравця стала «Орландо Меджик», до складу якої він приєднався 1996 року і за яку відіграв 3 сезони.